# Unión Andina de Rugby
La Unión Andina de Rugby  è l'organizzazione che governa il gioco del rugby nelle province argentine di La Rioja e Catamarca. Essa e nata nel 2007 quando la Union de La Rioja (fondata nel 1997) ha ammesso tra le sue file i club della provincia di Catamarca.

## Club Fondatori (della Union de La Rioja 1997)
- Matacos R.C.
- Club Social de La Rioja
- Los Chelcos R.C.
- Olivos Rioja R.C.

## Membri al 2010
- Matacos rugby club (Chamical, Provincia di La Rioja)
- Nevado rugby club (Chilecito, Provincia di La Rioja)
- Social rugby club (La Rioja)
- Chelcos rugby club (La Rioja)
- Centro 5 (La Rioja)
- Olivos rugby club (Aimogasta, Provincia di La Rioja)
- Hurones Rugby club (Valle Viejo, Catamarca)
- Belén Rugby Club - Wiracochas (Belén, Catamarca)
- Catamarca rugby club.(Catamarca)
- Incas rugby club (Tinogasta, Catamarca)
- Teros rugby club (Catamarca)

## Rappresentativa
L'Unione è rappresentata nel campionato interprovinciale da una selezione, che, nel 2010 ha partecipato al terzo livello del campionato ("Zona Estimulo") vincendo il proprio girone e la finale della zona "Norte". Ha però perso i Play off promozione contro la selezione di Entre Rios, ultima classificata del suo girone della divisione superiore.
Nel 2011 disputerà dunque ancora il terzo livello del campionato